# Anna Moniuszko-Malinowska
Anna Monika Moniuszko-Malinowska – polska lekarka, dr hab. nauk medycznych, profesor Kliniki Chorób Zakaźnych i Neuroinfekcji, oraz prodziekan Wydziału Lekarskiego z Oddziałem Stomatologii i Oddziałem Nauczania w Języku Angielskim Uniwersytetu Medycznego w Białymstoku.

## Życiorys
26 września 2007 obroniła pracę doktorską Stężenie rozpuszczalnych form selektyn sL, sP i sE w surowicy krwi i płynie mózgowo-rdzeniowym u chorych z różnymi postaciami boreliozy z Lyme, 25 lutego 2015 habilitowała się na podstawie pracy zatytułowanej Wybrane epidemiologiczne i patogenetyczne aspekty chorób przenoszonych przez kleszcze z uwzględnieniem koinfekcji. 4 stycznia 2021 uzyskała tytuł profesora nauk medycznych i nauk o zdrowiu.
Została zatrudniona na stanowisku profesora w Klinice Chorób Zakaźnych i Neuroinfekcji, a także prodziekana na Wydziale Lekarskim z Oddziałem Stomatologii i Oddziałem Nauczania w Języku Angielskim Uniwersytetu Medycznego w Białymstoku.
Jest członkiem Rady Kolegium - Nauk Medycznych Uniwersytetu Medycznego w Białymstoku.

## Odznaczenia
- Srebrny Krzyż Zasługi[4]